# Edem facial
Edemul facial sau edemul feței, față edemațiată reprezintă o infiltrație cu lichid seros a țesuturilor feței, îndeosebi a pielii, cu acumulare de lichid în țesutul conjunctiv subcutanat. Pielea edemațiată este lucioasă, mai transparentă, datorită infiltrației este întinsă, cutele se șterg, iar contururile osoase dispar. Din cauza edemațierii, pielea își pierde elasticitatea, iar prin apăsare rămâne un timp urma degetului (semnul godeului).

## Patogenie
Patogenic edemul facial, poate fi produsă prin: 
- stază cu hipertensiune în vena cavă superioară, se adaugă o cianoză și turgescență venoasă
- hipoproteinemie, determinată de o nefropatie, hepatopatie cronică, denutriție, pierderi proteice prin intestine sau prin supurații; edemul este alb, moale, pufos
- hiperpermeabilizare capilară, legată de o afectare renală, o inflamație profundă, o stare alergică; edemul este alb, moale.

## Formele clinice a edemului facial
Formele clinice a edemului facial diferă în funcție de caracterul acut sau cronic al edemului,  de culoarea edemului  (alb, albăstruie-cianotică, rozat sau roșcat), de cauzele edemului (edem nefrotic, menstrual etc.).
- Un edem acut, accidental, exploziv, trecător, al feței reprezentă sub raport cauzal:

- un edem Quincke (alergic sau familial)
- o nefrită acută (glomerulonefrită acută difuză)
- o hepatopatie acută sau cronică (hepatită virală, mai ales la început, o hepatită cronică uneori)
- o inflamație profundă (dentară, osoasă, sinuzală)
- o urmare a acțiunii frigului (degerătură)
- o trichinoză
- un eritem polimorf
- un edem menstrual sau premenstrual, care apare, uneori, la anumite femei, reproducându-se de obicei ciclic
- poate urma unei administrări îndelungate sau masive de corticoizi
- Un edem cronic, prelungit, de durată, sau recidivant, al feței, poate avea numeroase cauze. Sub raport a culorii și aspectului general al edemului se deosebesc:

- Un edem alb, moale, pufos, care este deseori expresia unei stări patologice generale și anume:

- o nefrită cronică cu sindrom nefrotic
- o stare disnutrițională, carențială, hipoproteinemică
- o hipotiroidie cu mixedem
- mai rareori o hipertiroidie
- o leucoză cronică limfatică cu infiltrate faciale
- o afectare locală a țesuturilor feței și anume o celulită cronică infiltrativă ca urmare a unui erizipel sau furuncule repetate, sau mai rar unor procese tuberculoase, luetice, neoplazice infiltrative vechi, ori unor iradieri repetate cu  raze  ultraviolete
-  un  limfedem   (rar  în  regiunea  feței)
-  o inflamație profundă, prelungită sau repetată, mai ales supurativă (osoasă, dentară, sinusală) cu reacție superficială permeabilizantă edematoasă
- un sindrom Melkersson-Rosenthal, când edemul este localizat la buze, mai ales la cea superioară
- un edem de culoare albăstruie-cianotică, la față, este cauzat de un proces patologic care comprimă vena cavă superioară și care se află în majoritatea cazurilor, în mediastin (tumoare, ganglioni, anevrism etc.)

- un edem rozat sau ușor roșcat poate avea o cauză locală și anume:

- un proces inflamator profund (sinusal, osos, dentar), supurativ, cu tendința de a se apropia de suprafață, prinzând și limfaticele superficiale
- o stări patologice de ordin general cum ar fi un lupus eritematos difuz sau  o dermatomiozită cronică cu un eritem polimorf.

## Cauzele edemului facial
Cauzele posibile a edemului facial sunt:
- Edemul Quincke, un edem acut, cu caracter exploziv, alb, limitat în genere, mai ales la buze sau pleoape, cu durată de ore sau zile,  poate fi mobil, recidivant. Dispare tot așa de brusc, rapid cum a apărut. Produce, uneori, deformări monstruoase, caraghioase ale feței, care sunt trecătoare. Apare pe fond  alergic, după  consum de alimente sau medicamente la care bolnavul este sensibilizat. Uneori are o legătură cu o infecție de focar (sensibilizare microbiană).  Poate fi  însoțit de urticarie, edem laringian, eozinofilie. Rar are caracter familial  și  patogenie disenzimatică.
- Nefrita acuta (glomerulonefrită acută difuză) cu edem nefretic acut, alb, moale, pufos. Se manifestă predominant la pleoape, și mai ales dimineața (edem matinal), bolnavul sculându-se cu pleoapele umflate. Bolnavul a avut  cu 2-3 săptămâni mai înainte o amigdalită acută. Acum are dureri lombare, edem  difuz  (gambe  etc.), cefalee, amețeli, tulburări de vedere, astenie, hipertensiune arterială. Examenul urinei: prezente proteine, hematii. Uree sanguină crescută.
- Sindromul nefrotic din nefritele cronice cu edem nefrotic cronic. Edemul nefrotic domină la pleoape (ca și cel nefretic) dar cuprinde în genere nu numai fața întreagă dar și restul tegumentelor, este moale, pufos, difuz, depresibil, lăsând godeu la apăsare, nedureros. Se însoțește deseori de revărsate seroase pleurale (hidrotorax), peritoneale (ascită) și chiar pericardice. Este prezentă o afectare renală cu oligurie, proteinuria masivă, cilindrurie sau lipurie (în raport cu forma nosologică), hipoproteinemie și disproteinemie. Antecedentele relevă o nefrită, amigdalite, supurații în trecut. Are diferite variante: lipoidică, amiloidă (cu poliurie) etc.
- Edemul menstrual la femeie, este un edem acut, moale, alb, palpebral. Apare  ciclic,  lunar,  pentru  câteva  zile;  spontan  dispare. Adesea este însoțit de un sindrom premenstrual: cefalee, migrene, creșteri  în  greutate, edeme  difuze,  astenie, modificări de caracter etc. Pentru  diagnostic  contează corelația temporală cu menstruația.
- Trichineloză (trichinoza) cu un edem acut uneori roșcat, pruriginos, mobil. Concomitent: dureri musculare, urticarie, febră, prurit. Apare după ingestie recentă de carne de porc suspectă; eventual și alți comeseni au aceleași tulburări.
- Sindromul Melkersson-Rosenthal cu un edem cronic al buzei superioare  (frecvent) sau inferioare (rar) la un tânăr, care prezintă în plus, o limbă plicaturată și o paralizie facială recidivantă.
- Sindromului de compresie pe cava superioara din procesele mediastinale cu un edem cronic, cianotic, rece, coborând „în pelerină“ în jos pe gât și umeri. Este  însoțit de turgescență marcată a venelor jugulare, pronunțat dilatate, venectaziile cuprinzând uneori și brațele și regiunea superioară a toracelui; manifestări de compresie pe esofag, trahee, nervi (disfagie, dispnee, dureri, tulburări a cordului). Clinic și radiologic se constată tumoare mediastinală, anevrism aortic, ganglioni măriți.
- Lupus eritematos sistemic cu edem cronic de culoare rozată sau roșie sau un eritem edematos dispus în fluture pe nas și pe obraji. Este însoțit de elemente eritematoase și pe restul corpului, pulpa degetelor, coate etc; febră, ficat mărit, splină mărită, ganglioni măriți, stare generală alterată. V.S.H. crescută mult; gama-globuline crescute, celule LE, leucopenie, anemie.
- Dermatomiozită cu edem cronic de culoare rozată sau roșie sau eritem violaceu pe fond edematos dominant și  telangiectazii pe frunte, obraji, pleoape. Erupții asemănătoare și în rest. Este însoțit  de afectare musculară cu slăbire, retracții, dureri, febră, stare generală alterată, V.S.H. crescut. Histologic: miozită.
- Tromboza sinusului cavernos, o afecțiune rară, dar gravă, poate debuta cu un edem unilateral care progresează rapid spre un edem bilateral pe frunte, baza nasului și pleoape. Este însoțit de frisoane, febră, cefalee, greață, letargie, exoftalmie și dureri oculare.